# Bamberger Symphoniker
La Bamberger Symphoniker o Bayerische Staatsphilharmonie és una agrupació orquestral alemanya amb seu a la ciutat de Bamberg, on va ser fundada el 1946. Substitueix a la desapareguda Orquestra Filharmònica Alemanya de Praga (1939-1945), dirigida per Joseph Keilberth entre 1940 i 1945.

## Història
L'orquestra va ser formada el 1946 principalment per músics alemanys expulsats de Txecoslovàquia en virtut dels decrets de Beneš, que havien estat prèviament membres de l'Orquestra Filharmònica Alemanya de Praga. L'orquestra va rebre el títol de Filharmònica de l'Estat de Baviera (Bayerische Staatsphilharmonie) el 1993, en ser finançada per aquest land.
Des de 1993, l'orquestra actua a la Konzert und Kongresshalle', coneguda com a Sinfonie an der Regnitz. Els concerts abans de 1993 se celebraven al Dominikanerbau. L'orquestra compta amb el suport financer de l'Estat Lliure de Baviera, la ciutat de Bamberg, el districte de Francònia Superior i el districte de Bamberg. El govern de Baviera va saldar deutes financers de l'orquestra el 2003.
Des de la seva creació, l'orquestra s'ha distingit per les seves nombroses gires per l'estranger, el que al costat dels seus enregistraments (especialment les que va realitzar sota la batuta de Keilberth) l'han convertit en una orquestra molt popular. El mateix Keilberth la va dirigir en un concert el 14 de maig de 1963 a la Ciutat del Vaticà davant el papa Joan XXIII; en aquesta ocasió es va tocar una de les especialitats del gran director: la Simfonia núm. 7 de Beethoven.
L'orquestra està associada amb la triennal Competició de Direcció Gustav Mahler, creada durant el mandat de Nott, i el primer llorejat amb el premi va ser Gustavo Dudamel el 2004. L'orquestra ha realitzat una sèrie d'enregistraments per Vox Records amb János Fürst, algunes de les quals han estat reeditades en CD. També ha gravat música de Joaquín Turina per RCA Records amb el director Antonio de Almeida.

## Directors
Joseph Keilberth va ser el primer director principal de l'orquestra. Entre els altres directors principals es troben Eugen Jochum, James Loughran i Horst Stein, que també ostentaven el títol de director honorari de l'orquestra. Des de gener del 2000 fins a 2016 el director musical ha estat el britànic Jonathan Nott. El seu successor, des de l'inici de la temporada 2016-2017 és el director txec Jakub Hrusa.
Herbert Blomstedt va ser nomenat director honorari de l'orquestra el març de 2006, títol que comparteix amb Christoph Eschenbach des de 2016.
Entre els directors convidats, destaca Ingo Metzmacher, del que es recorda especialment el seu cicle integral de les simfonies de Karl Amadeus Hartmann.

### Directors musicals
- Hubert Albert (1947-1948)
- Georg Ludwig Jochum (1948-1950)
- Joseph Keilberth (1949-1968)
- Eugen Jochum (1969-1973)
- James Loughran (1979-1983)
- Witold Rowicki (1983-1985)
- Horst Stein (1985-1996)
- Jonathan Nott (2000-2016)
- Jakub Hrusa (2016-)

## Estrenes (selecció)
- Hans-Jürgen von Bose : Werther-Szenen. Ballett (1989)
- Moritz Eggert : Adagio - An Answered Question (1996, director: Horst Stein)
- Gottfried von Einem: Nachtstück op. 29 (1962, director: Joseph Keilberth)
- York Höller: Aufbruch (1989, director: Hans Zender)
- Rudolf Kelterborn : Simfonia núm 4 (1987, director: Horst Stein)
- Horst Lohse : Bamberg Symphony (1986, director: Horst Stein); Die vier letzten Dinge (Quasi una Simfonia da Requiem) (1997, director: Aldo Brizzi)
- Bruno Mantovani : Mit Ausdruck (2003, director: Jonathan Nott); Time stretch (on Gesualdo) (2006, director: Jonathan Nott)
- Wolfgang Rihm: Verwandlung 4 (2008, director: Jonathan Nott)
- Mark-Anthony Turnage : Juno i The Torino Scale (parts del obra Asteroids) (2007, director: Jonathan Nott)
- Jörg Widmann : Lichtstudie I (2001, director: Christoph Poppen), Lied für Orchester (2003, director: Jonathan Nott)